# Uracile/timina deidrogenasi
La uracile/timina deidrogenasi è un enzima appartenente alla classe delle ossidoreduttasi, che catalizza la seguente reazione:
uracile + accettore ⇄ barbiturato + accettore ridotto
timina + accettore ⇄ 5-metilbarbiturato + accettore ridotto
L'enzima è parte del pathway di degradazione ossidativa delle pirimidine in alcuni microrganismi, insieme alla barbiturasi (numero EC 3.5.2.1) e alla N-malonilurea idrolasi (numero EC 3.5.1.95).
I mammiferi, le piante ed altri microrganismi, invece, utilizzano il pathway riducente, che comprende la diidrouracile deidrogenasi (NAD+) (numero EC 1.3.1.1), la diidropirimidina deidrogenasi (NADP+) (numero EC 1.3.1.2), la diidropirimidinasi (numero EC 3.5.2.2) e la β-ureidopropionasi (numero EC 3.5.1.6), a generare un L-amminoacido, ammoniaca ed anidride carbonica.